# Prievaly
Prievaly (bis 1946 „Šandorf“; deutsch Schandorf, älter Schwanzendorf, Schadendorf, ungarisch Sándorfa – bis 1900 Sándorf) ist eine Gemeinde im Westen der Slowakei mit 941 Einwohnern (Stand 31. Dezember 2024) und gehört zum Okres Senica, einem Teil des Trnavský kraj.

## Geographie

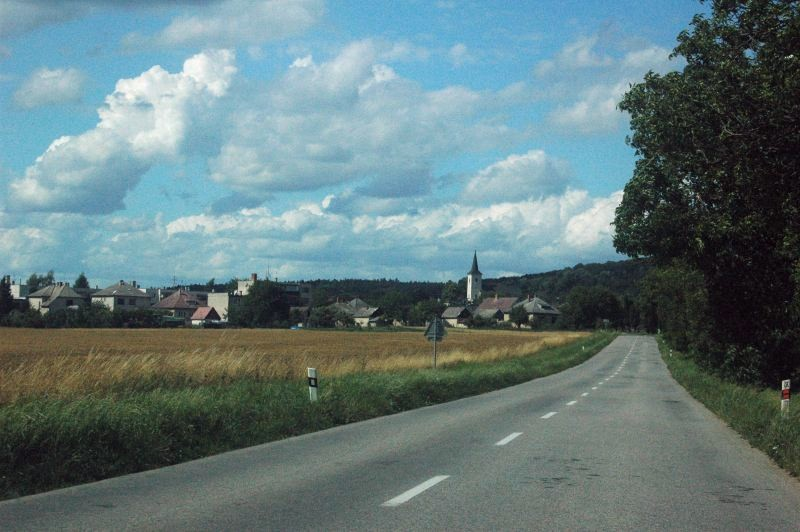
Blick auf den Ort

Die Gemeinde befindet sich teilweise im Tiefland Záhorská nížina, teilweise in den Kleinen Karpaten, unweit des Militärgebiets Záhorie in der Landschaft Záhorie. Das Ortszentrum liegt auf einer Höhe von 250 m n.m. und ist 22 Kilometer von Senica gelegen.

## Geschichte

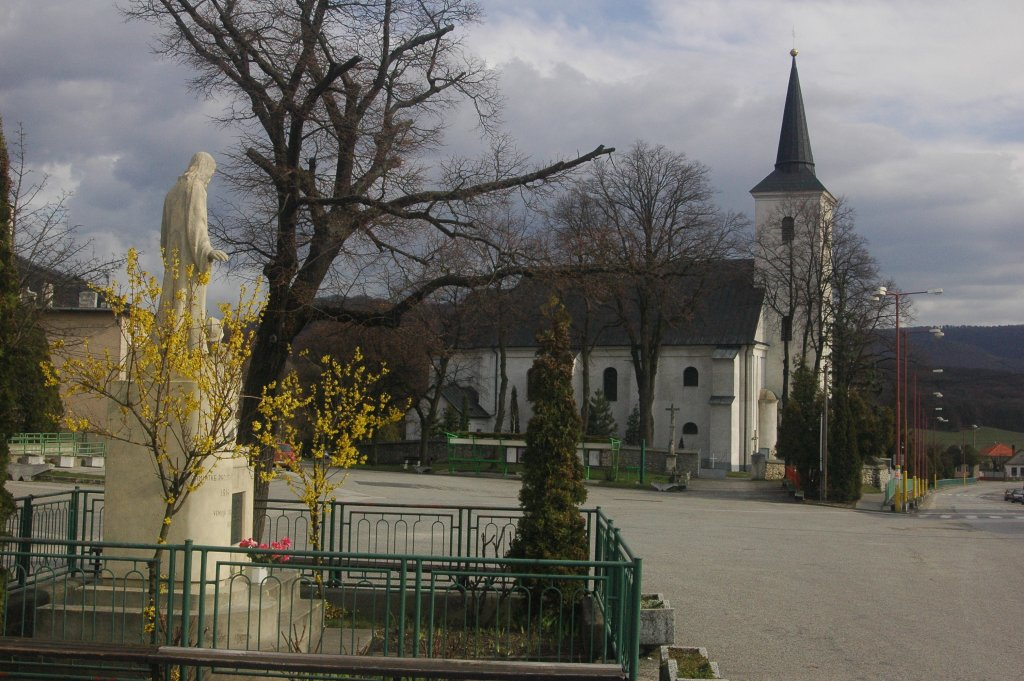
Kirche im Ort

Der Ort wurde zum ersten Mal 1439 als Svancendorf schriftlich erwähnt und lag im Herrschaftsgebiet der Burg Korlátka. 1828 sind 116 Häuser und 1162 Einwohner verzeichnet. Der zu deutsch klingende Name wurde 1946 durch Prievaly, welches sich vom Wort „prevalit“ (= „umkippen“) ableitet, ersetzt.

## Bevölkerung
| Jahr                | 1994 | 2004    | 2014    | 2024    |
| ------------------- | ---- | ------- | ------- | ------- |
| Anzahl der Personen | 927  | 906     | 996     | 941     |
| Unterschied         |      | −2,26 % | +9,93 % | −5,52 % |

| Jahr                | 2023 | 2024    |
| ------------------- | ---- | ------- |
| Anzahl der Personen | 933  | 941     |
| Unterschied         |      | +0,85 % |

Ergebnisse der Volkszählung 2001 (878 Einwohner):
| Nach Ethnie: - 98,52 % Slowaken - 0,68 % Tschechen - 0,34 % Zigeuner - 0,11 % Magyaren | Nach Religion: - 92,94 % römisch-katholisch - 5,35 % konfessionslos - 0,91 % evangelisch - 0,80 % keine Angabe |

## Persönlichkeiten
Jakob Winter (1857–1940), in Schandorf geborener Oberrabbiner zu Dresden

## Sehenswürdigkeiten
- römisch-katholische Kirche des Heiligen Michael von 1714